# Уильямс, Пол (боксёр)
Пол Уильямс (англ. Paul Williams; род. 27 июля 1981, Эйкен, Южная Каролина, США) — американский боксёр-профессионал, выступающий в полусредней весовой категории. Чемпион мира в полусредней (версия WBO, 2007—2008 и 2008—2009) весовой категории. 27 мая 2012 года оказался парализованным после мотоциклетной катастрофы.

## 2000—2006
Дебютировал[где?] в июле 2000 года.

## 27 мая 2006Пол Уильямс —Вальтер Матиссе
- Место проведения:  The Home Depot Center, Карсон, Калифорния, США
- Результат: Победа Уильямса техническим нокаутом в 10-м раунде в 12-раундовом бою
- Статус: Рейтинговый бой
- Рефери: Джек Рейсс
- Время: 1:56
- Вес: Уильямс 66,00 кг; Маттисс 66,50 кг
- Трансляция: HBO BAD
- Счёт неофициального судьи: Харольд Ледерман (90—81 Уильямс)

В мае 2006 года состоялся бой двух непобеждённых боксёров — американца Пола Уильямса и аргентинца Вальтера Матиссе. Уильямс уверенно переиграл противника. В середине 10-го раунда Уильямс запер в углу Маттиссе и начал избивать. Аргентинец не отвечал. Рефери вмешался, и прекратил поединок.

## 19 августа 2006Пол Уильямс —Шармба Митчелл
- Место проведения:  Рино Эвентс Центр, Рино, Невада, США
- Результат: Победа Уильямса нокаутом в 4-м раунде в 12-раундовом бою
- Статус: Рейтинговый бой
- Рефери: Вик Дракулич
- Время: 2:57
- Вес: Уильямс 66,50 кг; Митчелл 66,50 кг
- Трансляция: HBO BAD
- Счёт неофициального судьи: Харольд Ледерман (30—26 Уильямс)

В августе 2006 года Уильямс встретился с Шармбой Митчеллом. В начале 3-го раунде Уильямс провел левый апперкот в челюсть, затем туда же двойку — правый хук и левый. Митчелл упал на канвас, но сразу же поднялся. Рефери отсчитал нокдаун. Уильямс попытался добить противника, но Митчелл спасался в клинчах. В начале 4-го раунда Уильямс провёл в челюсть левый хук и правый апперкот. Митчелл упал на колено, но вновь сразу же поднялся. После возобновления поединка Митчелл начал спасаться в клинчах. В середине 4-го раунда Уильямс двойку в челюсть — левый хук, правый апперкот. Митчелла повело, и он вновь полез в клинч, сбив с ног противника. Оба упали на канвас. Рефери отсчитал нокдаун. Митчелл с решением рефери не согласился. Он поднялся на счёт 8. После возобновления поединка Уильямс прижал противника к канатам и начал добивать Митчелла. Митчелл смог опять войти в клинч. Рефери разнял бойцов. Митчелл полез в размен. Уильямс выбросил встречную двойку в челюсть — левый хук и правый. Митчелл вновь оказался на полу. Митчелл не успел подняться на счёт 10, опоздав на долю секунды. Рефери зафиксировал нокаут.

### 2006
В 2006 году Уильямс победил австралийца Сантоса Пакао.

## 14 июля 2007Антонио Маргарито—Пол Уильямс
- Место проведения:  The Home Depot Center, Карсон, Калифорния, США
- Результат: Победа Уильямса единогласным решением в 12-раундовом бою
- Статус: Чемпионский бой за титул WBO в 1-м среднем весе (4-я защита Маргарито)
- Рефери: Лу Морет
- Счет судей: Дэвид Мендоса (113—115), Марти Сэммон (113—115), Том Миллер (112—116) — все в пользу Уильямса
- Вес: Маргарито 66,10 кг; Уильямс 66,00 кг
- Трансляция: HBO
- Счёт неофициального судьи: Харольд Ледерман (112—116 Уильямс)

В июле 2007 года Уильямс встретился с чемпионом мира в полусреднем весе по версии WBO Антонио Маргарито. Уильямс был активнее, выбросив вдое больше ударов. По итогам 12-ти раундом судьи единогласным решением объявили победителем Уильямса. В прессе мнения насчёт победителя разделились: часть экспертов согласилась в решением официальных судей, другая часть посчитала, что победил Маргарито, а 3-я часть сочла, что бой закончился в ничью.

## 9 февраля 2008Пол Уильямс —Карлос Кинтана
- Место проведения:  Печанга Ресорт энд Касино, Темекула, Калифорния, США
- Результат: Победа Кинтаны единогласным решением в 12-раундовом бою
- Статус: Чемпионский бой за титул WBO в 1-м среднем весе (1-я защита Уильямса)
- Рефери: Джек Рейсс
- Счет судей: Майкл Перник (112—116), Тони Кребс (112—116), Хосе Кобиан (113—115) — все в пользу Кинтаны
- Вес: Уильямс 66,60 кг; Кинтана 66,60 кг
- Трансляция: HBO BAD
- Счёт неофициального судьи: Харольд Ледерман (115—113 Уильямс)

В феврале 2008 года Пол Уильямс вышел на ринг против Карлоса Кинтаны. Уильямс заметно превосходил своего противника в росте и размахе рук. Несмотря на это, Кинтана успешно разрывал дистанцию, и пробивал удары. По итогам 12-ти раундом судьи единогласно определили победителем Карлоса Кинтану. Неофициальный судья телеканала HBO Харольд Ледерман счёл победителем Уильямса.

## 7 июня 2008Карлос Кинтана—Пол Уильямс (2-й бой)
- Место проведения:  Мохеган Сан Казино, Юнкасвилл, Коннектикут, США
- Результат: Победа Уильямса техническим нокаутом в 1-м раунде в 12-раундовом бою
- Статус: Чемпионский бой за титул WBO в 1-м среднем весе (1-я защита Кинтаны)
- Рефери: Эдди Клаудио
- Время: 2:15
- Вес: Кинтана 66,20 кг; Уильямс 66,10 кг
- Трансляция: Showtime

В июне 2008 года состоялся 2-й бой между Полом Уильямсом и Карлосом Кинтаной. В середине 1-го раунде Уильямс провёл встречный правый кросс в голову противника. Кинтана попытался спастись в клинче, но неудачно. Уильямс провёл ещё несколько хуков в голову и корпус. Кинтана дрогнул и едва не упал. Американец провёл ещё несколько ударов. Пуэрториканец попытался уйти. Уильямс пробил правый хук вдогонку. Кинтана рухнул на канвас. Он, шатаясь, поднялся на счёт 5. Уильямс бросился его добивать. 1-м же ударом — левым хуком — он попал в челюсть. У пуэрториканца подкосились ноги, но он смог устоять, оперевшись о канаты. Уильямс начал его забивать. Кинтана спиной назад, пройдя через весь ринг, зашёл в противоположный угол. Американец выбросил несколько хуков по шатающейся цели, но большая часть ударов прошла мимо. В углу Уильямс провёл точный левый хук в челюсть. Потом туда же добавил ещё один левый крюк. Кинтана рухнул на пол, попутно обхватив американца. Уильямс не устоял на ногах, и тоже упал. Рефери сразу же прекратил бой. Кинтана был в неадекватном состоянии. На ринг сразу же выбежали врачи, подняли пуэрториканца и усадили его на табуретку.

## 25 сентября 2008Пол Уильямс —Энди Колли
- Место проведения:  Собоба Касино, Сан-Хасинто, Калифорния, США
- Результат: Победа Уильямса техническим нокаутом в 1-м раунде в 12-раундовом бою
- Статус: Рейтинговый бой
- Рефери: Джерри Канту
- Время: 1:37
- Вес: Уильямс 71,2 кг; Колл 71,7 кг
- Трансляция: Versus

В сентябре 2008 года состоялся Уильямс вышел на ринг против Энди Колли. В середине 1-го раунда чемпион провёл правый крюк в челюсть, и тут же добавил левый хук в голову. Претендент рухнул на канвас. Рефери считал до 9. Колли успел подняться за 10 секунд, но шатался. Рефери прекратил бой. Претендент решение не оспаривал.

## 11 апреля 2009 годаРональд Райт—Пол Уильямс
- Место проведения:  Мандалей Бей Ресорт энд Касино, Лас-Вегас, Невада, США
- Результат: Победа Уильямса единогласным решением в 12-раундовом бою
- Статус: Рейтинговый бой
- Счет судей: (119—109), (119—109), (120—108) — все в пользу Уильямса
- Трансляция: HBO PPV

После 21-месячного перерыва Уинки Райт встретился с Полом Уильямсом. Бой проходил в рамках средней весовой категории. Райт проиграл вчистую. Двое судей отдали Райту только 5-й раунд, а третий судья все раунды отдал Уильямсу.

### 2009—2010
В 2009 году Пол Уильямс победил аргентинца Серхио Габриеля Мартинеса. В 2010 году в повторном бою американец проиграл Мартинесу нокаутом.

## 9 июля 2011 годаЭрисланди Лара—Пол Уильямс
- Место проведения:  , Атланта, США, США
- Результат: Победа Уильямса раздельным решением в 12-раундовом бою
- Статус: Рейтинговый бой
- Счет судей: (114—114), (114—115), (114—116) — все в пользу Уильямса
- Трансляция: HBO PPV

Пол Уильямс встретился с небитым кубинцем Эрисланди Ларой.
Пол Уильямс (40-2, 27 КО) не смог дать достойный ответ своим критикам, одержав очень спорную победу над до того непобежденным кубинцем Эрисланди Ларой (15-1-1, 10 КО). По ходу встречи невысокий Лара контролировал происходящее в ринге и задавал темп боя. Он постоянно попадал все теми же нелюбимыми Уильямсом левыми через руку и концу поединка превратил лицо Пола в кровавую маску. Несмотря на это, по итогам 12 раундов судьи узрели победу Уильямса большинством голосов судей: 114—114, 115—114 и 116—114. Победу одержал американец.

### Авария и паралич
27 мая 2012 года попал в аварию на своем мотоцикле, врезавшись в автомобиль на скорости около 115 км/ч и пролетев по воздуху перед падением около 18 метров. Сильнейший ушиб позвоночника лишил Уильямса возможности ходить, но не исключено, что в ходе лечения он сможет встать на ноги через некоторое время. Авария произошла в период, когда Уильямс уже начал подготовку к намеченному на 15 сентября бою с Саулем Альваресом.